# Kanton Štrasburk-7
Kanton Štrasburk-7 (fr. Canton de Strasbourg-7) byl francouzský kanton v departementu Bas-Rhin v regionu Alsasko. Tvořila ho pouze část města Štrasburk (čtvrť Meinau a západní část čtvrti Neudorf). Zrušen byl po reformě kantonů 2014.